# Jüdischer Friedhof (Battenfeld)
Der jüdische Friedhof Battenfeld in Battenfeld, einem Ortsteil der Gemeinde Allendorf im nordhessischen Landkreis Waldeck-Frankenberg in Hessen, befindet sich nordwestlich des Ortes auf einer Anhöhe mit einer bewaldeten Kuppe. Unterhalb der Anhöhe im Westen verläuft die Landstraße 3382 und die Eder fließt in ihrem Flussbett in südöstlicher Richtung nach Battenfeld. Kurz vor Battenfeld ändert sie ihre Fließrichtung nach Süden und an dieser Stelle zweigt ein landwirtschaftlicher Weg Struthweg von der L 3382 ab, welcher als befestigter Feldweg bis in die Nähe des jüdischen Friedhofs auf der Anhöhe führt. Er befindet sich in den Gemarkungen Auf dem Krögerain und Auf der Struth.

## Beschreibung
Der jüdische Friedhof Battenfeld ist aufgrund der vorhandenen schriftlichen Zeugnisse vor oder im Jahr 1777 als Begräbnisstätte der jüdischen Gemeinden im Amt Battenberg auf einem großen Flurstück weit außerhalb der Ortslage angelegt worden. Aus dem Amt Battenberg wurden die jüdischen Einwohner der Orte Battenfeld, Battenberg, Allendorf, Rennertehausen, Berghofen und Bromskirchen zusammengefasst, die ihre Verstorbenen auf dem Friedhof in Battenfeld beerdigten. Die jüdische Gemeinde in Battenfeld bestand vermutlich bereits zum Ende des 17. Jahrhunderts und wurde im Jahr 1712 aus vier Familien gebildet. Der Friedhof wurde in der Zeit des NS-Zeit im Jahr 1938 aufgelöst und die vorhandenen Grabsteine sind zur Befestigung von Mühlgraben und am Bahndamm verwendet worden. Unter der Aufsicht amerikanischer Soldaten wurden die Einwohner von Battenfeld nach dem Ende des Zweiten Weltkrieges verpflichtet den Friedhof, soweit dies noch möglich war, wieder herzustellen.
Für die anhand der vorhandenen Grabsteine festgestellte Belegzeit von 1781 bis 1937 sind 111 Grabsteine erhalten geblieben. Die ältesten Grabsteine aus dem 18. Jahrhundert sind aus rotem Sandstein gefertigt mit Grabinschriften ausschließlich in hebräischer Schrift und sind mit wenig Ornament versehen. Für die jüngeren Grabsteine sind vielfach zwei Inschriften in hebräischer und deutscher Sprache mit Altersangaben und Sterbedaten verwendet worden, entweder jede Sprache auf einer Seite des Grabsteins oder übereinander angeordnet.
Das Areal des Friedhofs besteht aus einer großen trapezförmigen Fläche auf einer weithin sichtbaren Anhöhe über dem Tal der Eder in der Nähe des Waldrands im Norden und Nordwesten des Friedhofs. Der Friedhof wird durch eine Hecke abgegrenzt, die ihn an allen Außenseiten umschließt und im Eingangsbereich am Waldrand ist ein Tor aus Metall mit einem Abschnitt aus Maschendrahtzaun errichtet worden.
Die Friedhofsfläche umfasst 36,20 Ar und ist im Denkmalverzeichnis des Landesamts für Denkmalpflege Hessen als Kulturdenkmal aus geschichtlichen und wissenschaftlichen Gründen eingetragen.